# Flutun
Flutun är en ö i Finland. Den ligger i Norra Östersjön och i kommunen Pargas i den ekonomiska regionen  Åboland i landskapet Egentliga Finland, i den sydvästra delen av landet. Ön ligger omkring 84 kilometer söder om Åbo och omkring 180 kilometer väster om Helsingfors.
Öns area är 0,6 hektar och dess största längd är 100 meter i öst-västlig riktning.